# Лорен Боберт
Лорен Боберт (англ. Lauren Opal Boebert, уроджена Робертс; нар. 19 грудня 1986, Алтамонте-Спрінгс, Флорида) — американська політична діячка та бізнесвумен, членкиня Палати представників США від 3-го виборчого округу Колорадо з 3 січня 2021.
Членкиня Республіканської партії США. Входить до «Кокусу свободи», групи ультраправих республіканців у Палаті представників. У період з 2013 до 2022 року володіла рестораном «Shooters Grill» у Колорадо.
Лорен союзниця та прихильниця Дональда Трампа та підтримує заяви про те, що вибори 2020 року були сфальсифіковані. Вона просувала теорію змови QAnon, виступає проти переходу на зелену енергетику, масок і вакцин проти COVID-19, абортів, статевого виховання, операцій із зміни статі для неповнолітніх і одностатевих шлюбів. Виступає за ізоляціоністську зовнішню політику, повернення у США Доктрини Монро, в тому числі припинення військової підтримки США Україні, але підтримує тісніші зв’язки з Ізраїлем з релігійних причин. Назвала себе відродженою християнкою, заявивши що «втомилася від цього поділу церкви та державного мотлоху», і виступила за більшу владу та вплив церкви на прийняття урядових рішень.

## Біографія
Народилася 19 грудня 1986 року в Алтамонте-Спрінгс, штат Флорида, на північ від Орландо. Дізнавшись про вагітність матері Лорен, Шони Бенц, батько Боберт хотів, щоб та зробила аборт. Попри це вона вирішила зберегти плід.
У віці вісімнадцяти років їй довелося кинути навчання у вищій школі та зосередити свої зусилля на утриманні доньки. Перші чотири роки Лорен із матір'ю жила разом із бабусею та дідусем. Згодом Шона зустріла чоловіка з Колорадо, який на якийсь час зупинився у її подруги. Незабаром між ними почався роман і мати Лорен ухвалила рішення про переїзд до Орори, штат Колорадо.
У своїй книзі «Моя американська мрія» пише наступне: "Вмить стало ясно, що мама зробила жахливу, жахливу помилку. Життя з Майком було нещасним. По-перше, нам трьом і двом собакам у маленькій квартирі було тісно. По-друге, Майк був грубий з моєю матір'ю. Ми тільки-но встигли розпакувати коробки, як усе почалося. Він кричав на неї, штовхав і бив ляпасами. Бачачи це, я тупала своїми маленькими ніжками і жбурляла в нього тим, що траплялося під руку, щоб змусити зупинитися.
Маленька Боберт неодноразово кликала своїх бабусю та дідуся на допомогу, розповідаючи їм, як погано справи у взаєминах між її матір'ю та Майком. Батьки наполягали на тому, щоб Шона повернулася до Флориди. Майк же благав її залишитися, обіцяючи, що зміниться. У результаті сім'я залишилася у Колорадо. Незабаром у Лорен з'явився брат Бенджамін («Бенні»). На момент його народження поведінка Майка погіршилася. Він дуже пив і часто пропускав роботу. Замість того, щоб виїхати, Шона завагітніла другим та третім синами. Незабаром після цього сім'я переїхала. один з найбідніших нейборгудів Денвера, опинившись на межі виживання. Майк рідко працював, сім'я жила переважно за рахунок соціальної допомоги.
У шкільні роки Боберт слухала реп і нерідко брала участь у реп-батлах. При цьому відрізнялася задиркуватим характером, беручи участь у шкільних бійках. Водночас Майк знайшов деяку самосвідомість. Один із його приятелів, який знайшов роботу в Аспені, вмовляв його влаштуватись туди разом із ним. Мати Лорен порадила Майку прийняти пропозицію, і незабаром він вийшов на роботу. Сім'я покинула Монтебелло і переїхала до Райфлу, який розташований приблизно за півтори години їзди від Аспена. Боберт пішла до нової школи і стала займатися чирлідінгом
У п'ятнадцять років вона знайшла роботу у мережу ресторанів «McDonald's». Через обмеження за віком Боберт працювала лише кілька годин на тиждень: з шостої до восьмої вечора у будні дні та у шестигодинні зміни по суботах і неділях.
Незабаром Лорен надійшла пропозиція від Burger King. Компанія пропонувала на двадцять п'ять центів на годину більше, ніж McDonald's. Боберт відгукнулася на пропозицію і почала працювати, обслуговуючи відвідувачів за кермом. Згодом вона повернулася до McDonald's і стала менеджером зміни із зарплатою понад 40 тис. доларів на рік, при цьому кинувши навчання у вищій школі. Відвідувала курси з менеджменту і навіть мала намір вступати до Університету гамбургерології.

## Кар'єра
Після знайомства зі своїм майбутнім чоловіком Джейсоном часто допомагала йому в роботі на буровій установці. Незабаром вона покинула «McDonald's» і влаштувалася на роботу в офіс одного з найбільших виробників природного газу, до сусіднього міста. Пропрацювавши в офісі близько року, попросила роботу на родовищі. Перший тиждень працювала насосником, згодом визначала розташування трубопроводів за допомогою локаторів. 2008 року залишила енергетичну галузь і стала домогосподаркою
На початку 2010 року стала прихильницею євангелічної церкви. Того ж року стала тюремним проповідником округу Гарфілд. Проводячи особисті зустрічі з ув'язненими щонеділі, вона проповідувала серед них любов до Бога. Перебувала на цій посаді близько семи років. У 2012 році в центрі Райфла закрився ресторан Cowboy Calf-A. Лорен та Джейсон вирішили викупити його у колишнього власника. Завдяки зусиллям подружжя ресторан було суттєво оновлено. Стилістично його внутрішній вигляд відходить до Дикого Заходу, ідея якого також відбилася і в назві закладу — «Shooters Grill». У травні 2013 року відбулося відкриття ресторану.

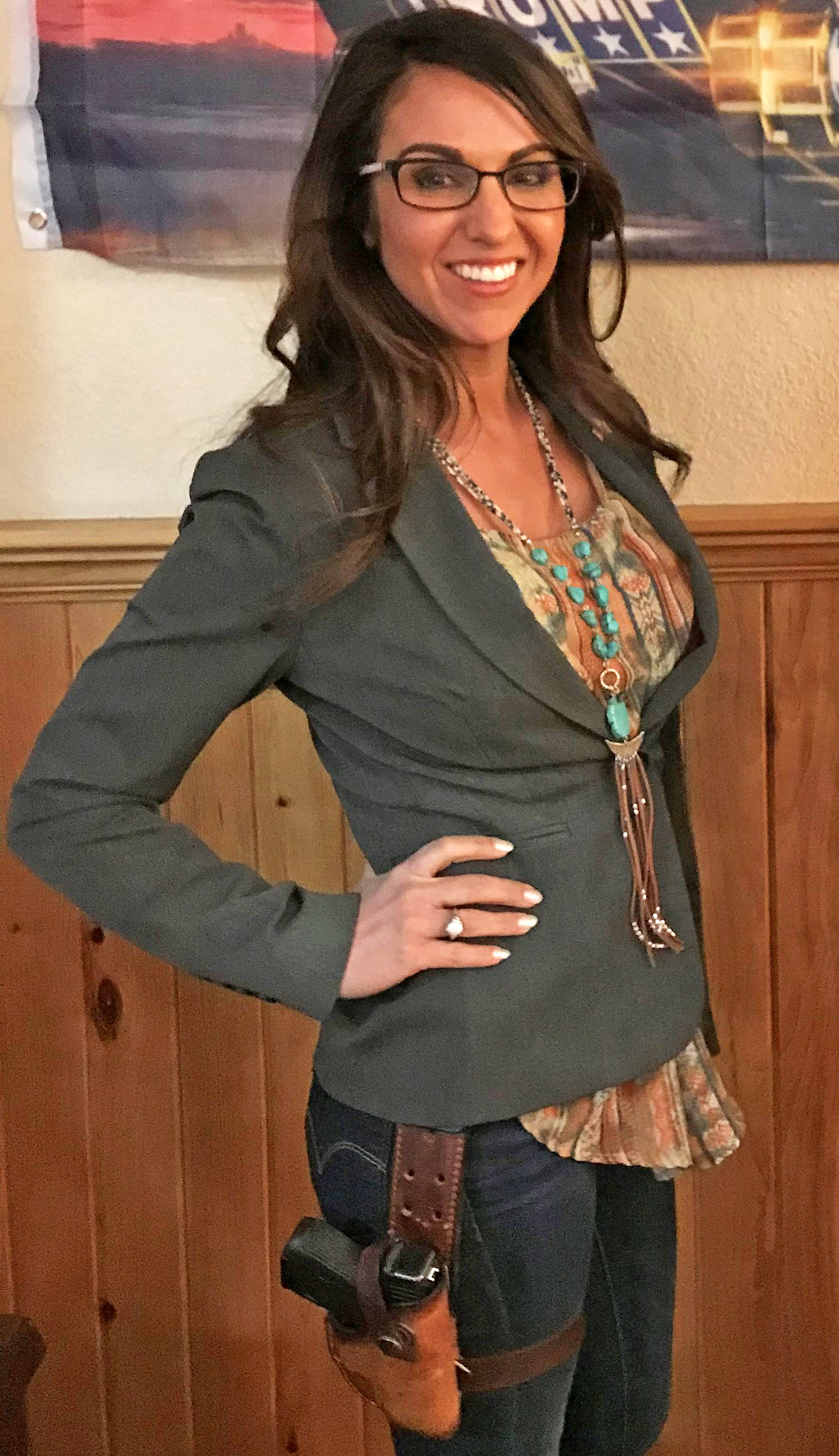
Лорен у ресторані Shooter's Grill у 2020 році

Особливістю «Shooters Grill» була в тому, що більшість офіціантів були озброєні, а клієнтів ресторану заохочували приходити з власною зброєю. Боберт каже, що вона отримала дозвіл на носіння зброї після того, як якогось чоловіка "побив до смерті інший чоловік біля її ресторану", після цього вона почала заохочувати працівників ресторану відкрито носити з собою зброю. Це здебільшого є неправда: у 2013 році чоловік, який, як повідомляється, бився у сутичці за декілька кварталів від ресторану і біг у сусідньому кварталі, впав і помер від передозування метамфетаміну.
У липні 2014 року в ефірі програми Nightline на телеканалі ABC вийшов сюжет, присвячений ресторану «Shooters Grill», що набрав близько 4,5 мільйонів переглядів на YouTube. У 2015 меню ресторану було представлено на щорічному музичному фестивалі «Country Jam»
У 2017 році 80 людей які відвідували ярмарок округу Гарфілд отримали харчове отруєння після того як з'їли сендвічі зі свининою у тимчасовій локації влаштованій ресторанами Боберт - «Shooters Grill» і «Smokehouse 1776». Ресторани не мали необхідних дозволів на роботу в тимчасовій локації. Департамент охорони здоров'я округу Гарфілд встановив, що спалах отруєння спричинило небезпечне поводження з продуктами харчування на заході.
«Shooters Grill», згідно з документацію поданою Боберт до Конгресу, мав збитки на 143 000 доларів у 2019 році та 226 000 доларів у 2020 році, а в липні 2022 року був зачинений коли новий власник будівлі, в якій знаходився ресторан, вирішив не поновлювати оренду.

## Політична діяльність

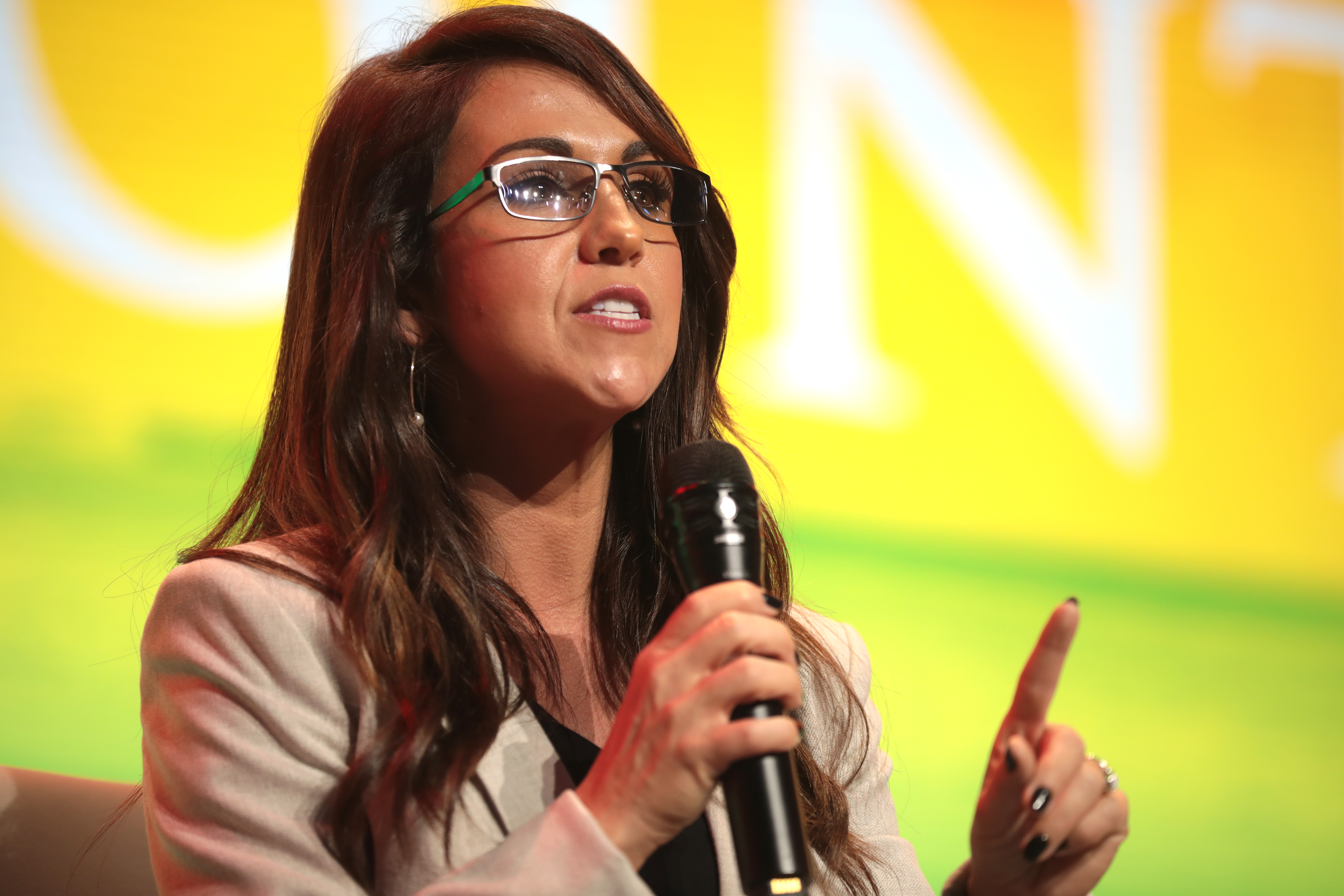
Лорен на саміті 2020 року у Палм-Біч, Флориді

У вересні 2019 року потрапила до заголовків загальнонаціональних газет, коли вступила в конфронтацію з демократом Бето О'Рурком на заході, організованому в ратуші Орори, у зв'язку з його пропозицією щодо запровадження програми зворотного викупу AR-15 та AK-47. Пізніше того ж місяця на засіданні міської ради Аспена виступила проти заходу, що забороняє носити зброю у міських будівлях. У листопаді ухвалила рішення балотуватися до Палати представників США, ставлячи перед собою завдання, у разі обрання, виступати на захист другої поправки до Конституції США. Заявляла, що поділяє погляди 45-го президента США Дональда Трампа та сенатора від штату Техас Теда Круза.
Джейсон і дядько Лорен підтримали її ідею про участь у виборах до Конгресу, тоді як місцеві політики поставилися до її бажання зі скептицизмом. Багато хто з них вважав, що їй слід почати свою політичну кар'єру з місцевих органів влади.

## Політика щодо України
20 квітня 2023 року Боберт разом з 18 іншими представниками республіканської партії США підписала листа президенту США Джозефу Байдену, в якому зазначається що "необмежена допомога Україні Сполученими Штатами Америки має бути припинена", і що ті, хто підписав листа, "рішуче виступатимуть проти всіх майбутніх пакетів допомоги, якщо ці пакети допомоги не будуть пов’язані зі прозорою дипломатичною стратегією довести цю війну до швидкого завершення".

## Особисте життя
Боберт та її чоловік Джейсон проживають у Сілті, штат Колорадо. У пари четверо синів: Тайлер (нар. 21 березня 2005), Броді (нар. 16 серпня 2007), Кайдон та Роман. 11 травня 2023 року Боберт подала на розлучення з чоловіком, посилаючись на "непримиренні розбіжності". Розлучення було завершено 10 жовтня 2023 року.